# بیمارستان خاتم‌الانبیا (مشهد)
بیمارستان تخصصی چشم خاتم‌الانبیاء مشهد بیمارستانی تخصصی، آموزشی-درمانی و پژوهشی وابسته به دانشگاه علوم پزشکی مشهد است که مجهزترین مرکز دولتی ارائه خدمات چشم‌پزشکی در شمال شرق ایران محسوب می‌شود. با اینکه در عنوان رسمی بیمارستان در وبگاه رسمی آن عبارت «بیمارستان تخصصی» برای آن ذکر شده‌است، اما این بیمارستان در صفحهٔ «برنامهٔ استراتژیک» در تارنمای بیمارستان، بیمارستان فوق تخصصی خوانده می‌شود.
بیمارستان خاتم‌الانبیاء در سال ۱۳۸۲ ساخته شده و احداث آن توسط مؤسسه خیریه خاتم‌الانبیا انجام گرفته‌است. پس از واگذاری بیمارستان توسط این مؤسسه به دانشگاه علوم پزشکی مشهد، تجهیز و سازمان‌دهی نیروی متخصص توسط دانشگاه انجام شده‌است.